# Terri Clark
Terri Clark, nata Terri Lynn Sauson (Montréal, 5 agosto 1968), è una cantante e chitarrista canadese.
È una delle poche artiste country canadesi ad avere successo anche negli Stati Uniti. Nel 1995 ha firmato un contratto con la Mercury Records e ha quindi pubblicato l'eponimo album d'esordio. I suoi primi tre dischi sono stati certificati disco di platino negli Stati Uniti e anche pluriplatino in Canada (triplo platino il primo, doppio platino il secondo).

## Discografia
Album in studio
- 1995 – Terri Clark
- 1996 – Just the Same
- 1998 – How I Feel
- 2000 – Fearless
- 2003 – Pain to Kill
- 2005 – Life Goes On
- 2009 – The Long Way Home
- 2011 – Roots and Wings
- 2012 – Classic
- 2014 – Some Songs
- 2018 – Raising the Bar
- 2020 – It's Christmas...Cheers!
- 2024 – Take Two

Album dal vivo
- 2009 – Terri Clark Live: Road Rage

Compilation
- 2004 – Greatest Hits 1994-2004
- 2006 – 20th Century Masters: The Millennium Collection
- 2008 – The Definitive Collection